# Centrale électrique de Naantali
La centrale électrique de Naantali (finnois : Naantalin voimalaitos) est une centrale électrique construite à Naantali en Finlande.

## Présentation
La centrale électrique de Naantali est une centrale électrique qui produit de l'électricité, du chauffage urbain et de la vapeur dans le port de Naantali. 
Elle appartenait d'abord à Imatran Voima (IVO), puis à Fortum et maintenant à Turun Seudun Energiantuotanto. 
Elle se compose de deux unités (NA3 et NA4) dont NA3 utilise le charbon comme source d'énergie et NA4 est une centrale multi-combustibles qui utilise des biocarburants tels que des copeaux de bois et des écorces comme combustible principal. 
Les unités au charbon NA1 et NA2 ont été démantelées en 2020.
La centrale produit du chauffage urbain depuis 1982. 
Le combustible principal est le charbon , mais le fioul lourd est utilisé pour le démarrage et comme combustible de secours , en plus de quoi la sciure et le gaz de raffinerie de la raffinerie Neste voisine sont brûlés. 
Dans les années 1990, des investissements ont été réalisés dans la technologie de protection de l'air : en 1992, une nouvelle cheminée de 134 mètres de haut et une usine de désulfuration ont été construites, avec une capacité de nettoyage de 70 à 90 %, en fonction de la qualité du charbon et des conditions de fonctionnement. 
En 1972, la centrale électrique de Naantali était la plus grande centrale électrique au charbon des pays nordiques. 
En 1979, IVO a conclu le premier contrat pour la fourniture de chauffage urbain à la région de Turku. 
Fortum a cédé la centrale électrique de Naantali à TSME (Turun Seudun Maakaasu ja Energiantuotanto Oy, aujourd'hui TSE) le 31 décembre 2012. 
Fortum continue de fournir des services d'exploitation et de maintenance à l'installation.  
La centrale produit du chauffage urbain pour 180 000 habitants à Turku , Naantali , Raisio et Kaarina . 
La centrale électrique produit une puissance électrique de 256 mégawatts , une puissance de chauffage urbain de 350 mégawatts et une puissance de vapeur industrielle de 80 mégawatts. 
La centrale électrique de Naantali produit environ 1 000 gigawattheures d'électricité pour le réseau de transport , environ 600 gigawattheures de vapeur et environ 1 500 gigawattheures de chauffage urbain pour le réseau de transfert de chaleur par an.
Fin 2014, la construction de la centrale multicombustible de Naantali a démarré à côté de la centrale de Naantali.
La la centrale multicombustible utilise des biocarburants comme les copeaux de bois comme combustible en plus du charbon et du gaz de raffinerie. 
Le projet de construction de la centrale multi-combustibles de Naantali a remporté le prix Vuoden työmaa 2016. 
La nouvelle centrale est censée remplacer l'ancienne centrale électrique au charbon.  
La centrale multicombustible a été mise en production à l'automne 2017. 
Environ 70 employés de Fortum travaillent à la centrale électrique de Naantali et le travail est effectué 24 heures sur 24 en cinq équipes. 
Une dizaine de personnes travaillent à la centrale à tout moment. 
En 2017, Fortum comptait au total 130 employés à Naantali, y compris les employés de Fortum Turbines dans la zone industrielle voisine de Luolala.

## Caractéristiques des unités
| Unité | Mise en route | Désaffectation | Combustible                                              | Puissance | Réf.  |
| NA1   | 1960          | 2020           | Charbon                                                  | 125 MW    | [ 1 ] |
| NA2   | 1964          | 2020           | Charbon                                                  | 125 MW    | [ 1 ] |
| NA3   | 1972          |                | Charbon Gaz de raffinerie                                | 120 MW    | [ 1 ] |
| NA4   | 2017          |                | Biocarburant Asphaltène Gaz de raffinerie Charbon Tourbe | 150 MW    | [ 1 ] |